# Emma Hamilton
Emma, Lady Hamilton (Neston, 26 de abril de 1765 – Calais, 15 de janeiro de 1815) é conhecida por ser a amante de Lord Nelson e a musa de George Romney. Nascida Emy Lyon em Ness, próximo a Neston, em Cheshire, era filha de um ferreiro, Henry Lyon, que morreu quando ela tinha dois meses de idade. Ela foi criada por sua mãe, Mary Kidd, em Hawardem, sem educação formal. Ela mudou de nome depois para Emma Hart.